# 1876 na literatura

## Nascimentos
| Data           | Nome             | Profissão                                                  | Nacionalidade | Observações | Ref |
| -------------- | ---------------- | ---------------------------------------------------------- | ------------- | ----------- | --- |
| 19 de maio     | Júlio Dantas     | médico, poeta, jornalista, político diplomata e dramaturgo | Portugal      | m. 1962     |     |
| 12 de Setembro | Auta de Souza    | poetisa                                                    | Brasil        | m. 1901     |     |
| 20 de Outubro  | Cláudio de Sousa | médico, escritor e teatrólogo                              | Brasil        | m. 1954     |     |
| 14 de Dezembro | Afrânio Peixoto  | médico e escritor                                          | Brasil        | m. 1947     |     |

## Mortes
| Data       | Nome            | Profissão                      | Nacionalidade | Observações | Ref |
| ---------- | --------------- | ------------------------------ | ------------- | ----------- | --- |
| 1 de Julho | Mikhail Bakunin | escritor e ativista anarquista | Rússia        | n. 1814     |     |